# Ernstichthys megistus
Ernstichthys megistus är en fisksom först beskrevs av Gustavo Orcés-Villagómez 1961. Arten ingår i släktet Ernstichthys och familjen Aspredinidae. Inga underarter finns listade i Catalogue of Life.